# Тиск насиченої пари
Тиск насиченої пари — тиск пари, яка перебуває в рівновазі з рідиною або твердим тілом при даній температурі. 
Якщо насичену пару за незмінної температури стискати, то рівновага порушується. Густина пари зростає, а отже зростає і швидкість конденсації, що приводить до зменшення густини пари. Це відбуватиметься доти, доки густина пари не набуде початкового значення. Отже, концентрація молекул насиченої пари не залежить від об’єму за сталої температури.
Тиск пропорційний концентрації {\displaystyle p=nkT} (рівняння стану ідеального газу), {\displaystyle p} - тиск газу, {\displaystyle n} - концентрація молекул, {\displaystyle k} - стала Больцмана, {\displaystyle T} - температура. Оскільки концентрація молекул насиченої пари {\displaystyle n} не залежить від об’єму, то і тиск насиченої пари {\displaystyle p} також не залежить від об’єму, а залежить лише від температури. Ця залежність не є прямо пропорційною, як для ідеального газу за сталого об’єму.

### Розрахунок залежності в наближенні постійноїпитомої теплоти пароутворення
Процес випаровування є фазовим переходом першого роду, тому для нього виконується рівняння Клапейрона-Клаузіуса:
{\displaystyle {\displaystyle {\frac {\mathrm {d} P}{\mathrm {d} T}}={\frac {q}{T\,\Delta v}}={\frac {\Delta s}{\Delta v}},}}
де {\displaystyle \mathrm {d} P/\mathrm {d} T} — нахил дотичної до кривої співіснування в будь-якій точці, {\displaystyle {\displaystyle q}} — питома прихована теплота, {\displaystyle {\displaystyle \Delta v}} — зміна об'єму речовини при фазовому переході, {\displaystyle T} — температура, {\displaystyle \Delta s} — зміна питомої ентропії фазового переходу. 
можна проінтегрувати та знайти явну залежність {\displaystyle p(T)}, якщо відомі функції {\displaystyle q(T)} - питома прихована теплота і {\displaystyle v_{1}(T),v_{2}(T)} - питомі об'єми фаз.
Найгрубше наближення припускає незалежність питомої прихованої теплоти від температури. Також ми можемо знехтувати питомим об'ємом рідини в порівнянні з питомим об'ємом газу:
{\displaystyle q=const}, {\displaystyle v_{c}\ll v_{g}}, 
де {\displaystyle v_{g}} - питомий об'єм газу, {\displaystyle v_{c}} - питомий об'єм конденсованого стану речовини (у нашому випадку рідини). Надалі будемо використовувати індекс {\displaystyle _{c}} для опису рідини, індекс {\displaystyle _{g}} - для опису пари.
Зробимо припущення, що до насиченого пару може буде застосовано рівняння стану ідеального газу Менделеєва-Клапейрона:
{\displaystyle Pv={1 \over \mu }RT}, де {\displaystyle v=v_{g}}, {\displaystyle T} - температура, {\displaystyle R} - універсальна газова стала, {\displaystyle \mu } - молярна маса речовини.
Примітка: ця модель застосовна тільки в невеликому інтервалі температур.
Тоді у цьому наближенні рівняння Клапейрона-Клаузіуса набуває вигляду:
{\displaystyle {dP \over dT}={q \over vT}={\mu q \over RT^{2}}P\Rightarrow {dP \over P}={\mu q \over R}{dT \over T^{2}}}
Інтегруючи, отримуємо:
{\displaystyle ln{P_{1} \over P_{0}}=-{\mu q \over R}{\biggl (}{1 \over T_{1}}-{1 \over T_{0}}{\biggr )}}
{\displaystyle P_{1}=P_{0}e^{{\mu q \over R}{\biggl (}{1 \over T_{0}}-{1 \over T_{1}}{\biggr )}}}
З цього випливає, що при нагріванні води на 1 градус тиск її насиченої пари збільшується на 0,0352 атм.

### Частинатеплоти пароутворення, що витрачається на здійсненняроботи
Частина теплоти пароутворення {\displaystyle q} витрачається на приріст енергії, інша частина - на здійснення зовнішньої роботи {\displaystyle A}.
Остання, очевидно, дорівнює:
{\displaystyle A=P(v_{g}-v_{c})\approx Pv\thickapprox {1 \over \mu }RT}
Для води за нормального тиску температура кипіння {\displaystyle T=373K}, {\displaystyle q=593cal/(gK)}, {\displaystyle \mu =18}, {\displaystyle R=1,9858cal/(molK)}
Підставивши у формулу, розрахуємо відношення роботи до повної наданої теплоти:
{\displaystyle {A \over q}={RT \over \mu q}=0,076}
Таким чином, на виконання зовнішньої роботи витрачається зовсім невелика частина теплоти пароутворення.

### Більш точні розрахнки з урахуванням залежностіпитомої теплоти пароутвореннявід температури
Величина {\displaystyle q} складається з двух частин.
Перша дорівнює різниці питомих внутрішніх енергій пара та рідини {\displaystyle u^{g}-u^{c}}.
Друга дорівнює роботі проти зовнішніх сил {\displaystyle P(v_{g}-v_{c})},
де індекс {\displaystyle c} відповідає рідкій фазі (конденсованій), індекс {\displaystyle g} - газоподібній.
{\displaystyle q=(u^{g}-u^{c})+(v^{g}-v^{c})P}
Знов знехтуємо питомим об'ємом рідини в порівнянні з питомим об'ємом газу. Після застосування рівняння стану ідеального газу Менделеєва-Клапейрона отримуємо:
{\displaystyle q\approx (u^{g}-u^{c})+{RT \over \mu }}
Для фіксованої температури {\displaystyle T=T_{1}} маємо:
{\displaystyle q_{1}=(u_{1}^{g}-u_{1}^{c})+{RT_{1} \over \mu }}
Ми вважаємо пар ідеальним газом, тому його внутрішня енергія залежить тільки від температури:
{\displaystyle u_{1}^{g}-u_{0}^{g}=\int _{T_{0}}^{T_{1}}c_{v}^{g}(T)dT}, де {\displaystyle c_{v}^{g}} - питома теплоємність газу при ізохоричному процесі. 
Якщо знехтувати роботою розширення рідини при нагріванні, для рідини маємо:
{\displaystyle {\displaystyle u_{1}^{c}-u_{0}^{c}=\int _{T_{0}}^{T_{1}}c^{c}(T)dT}}, де {\displaystyle c^{c}} - питома теплоємність рідини під тиском її насиченого пару (майже дорівнює теплоємності при постійному тиску).
Вважаємо, що {\displaystyle {\displaystyle c_{v}^{g}}=const}, {\displaystyle c^{c}=const}. Скористаємося формулою Маєра, що дозволяє знайти {\displaystyle c_{p}^{g}}, тобто питому теплоємність газу при ізобаричному процесі:  
{\displaystyle c_{p}^{g}=c_{v}^{g}+R},  {\displaystyle R} - універсальна газова стала.  
Маємо: 
{\displaystyle q=q_{1}+(c^{c}-c_{p}^{g})T_{1}-(c^{c}-c_{p}^{g})T}
{\displaystyle {dP \over dT}={q_{1}+(c^{c}-c_{p}^{g})T_{1} \over RT^{2}}\mu -{(c^{c}-c_{p}^{g}) \over RT}\mu }
Після інтегрування отримаємо кінцеву формулу:
{\displaystyle lnP=-{q_{1}+(c^{c}-c_{p}^{g})T_{1} \over RT}\mu -{(c^{c}-c_{p}^{g}) \over R}\mu lnT+A}, {\displaystyle A=const}
Це рівняння широко застосовується для обробки експериментальних даних.